# Michaela Marksová
Michaela Marksová, rozená Tominová, (* 20. března 1969 Praha) je česká politička SOCDEM, od ledna 2014 do prosince 2017 ministryně práce a sociálních věcí ČR v Sobotkově vládě, od března 2015 do února 2018 místopředsedkyně České strany sociálně demokratické a v letech 2006 až 2018 zastupitelka městské části Praha 2, v letech 2019 až 2020 místopředsedkyně Rady ČTK. V letech 2020 až 2021 byla politickou náměstkyní ministra zahraničních věcí ČR Tomáše Petříčka.

## Život
Vystudovala Přírodovědeckou fakultu Univerzity Karlovy v Praze.
V polovině 90. let byla několik let redaktorkou časopisu Cosmopolitan ve vydavatelství Stratosféra. V letech 1997 až 2004 byla ředitelkou pro styk s veřejností v obecně prospěšné společnosti Gender Studies. Zasazovala se o návrat Ženského domu ve Smečkách ženským organizacím, v souladu s jeho prvotním určením, což se ale nepodařilo. Byla také aktivní v KARAT Coalition, která sdružuje ženské organizace střední a východní Evropy. Od roku 2004 do roku 2006 pak působila ve funkci ředitelky odboru rodinné politiky na Ministerstvu práce a sociálních věcí ČR. Ve státní správě pak ještě pracovala od dubna 2009 do září 2010, kdy vedla odbor rovných příležitostí na Ministerstvu školství, mládeže a tělovýchovy ČR.
Veřejně se vyjadřuje k postavení mužů a žen ve společnosti, k otázkám ženských práv a k rodinné politice. Na tato témata publikuje články a vystupuje v médiích. Je spoluautorkou knihy Na cestě do Evropské unie: průvodkyně nejen pro ženy a autorkou knihy Rodina a práce – jak je sladit a nezbláznit se. Externě vyučovala na Fakultě humanitních studií Univerzity Karlovy.
Michaela Marksová je vdaná a má dvě dcery. Je neteří filosofa Julia Tomina a spisovatelky Zdeny Tominové, bývalé mluvčí Charty 77.

## Politické působení
V roce 1997 vstoupila do České strany sociálně demokratické (od roku 2023 Sociální demokracie). Za tuto stranu pak neúspěšně kandidovala v komunálních volbách v roce 1998 do zastupitelstva městské části Praha 10.
V roce 1999, během Zemanovy vlády, zasedala v „ženské stínové vládě“, s jejímž nápadem přišla Jana Volfová, která chtěla konfrontovat čistě mužskou vládu.
V době, kdy byl ministrem práce a sociálních věcí Zdeněk Škromach (2002–2006), nastoupila na ministerstvo jako ředitelka odboru rodinné politiky a sociálně-právní ochrany dětí. Tam podle svých slov „šíleně bojovala s ideology z KDU-ČSL“.
Uspěla až v komunálních volbách v roce 2006, kdy se dostala do zastupitelstva městské části Praha 2. Znovu zvolena byla v komunálních volbách v roce 2010. V letech 2010 až 2012 pak zastávala funkci místostarostky městské části Praha 2. V komunálních volbách v roce 2014 obhájila za ČSSD post zastupitelky městské části.
Ve své stranické práci se snažila především prosazovat feministická témata. Díky jejímu úsilí se podařilo vylepšit podmínky na rodičovské dovolené, přesněji prosadit možnost přivýdělku. Dále se angažovala např. v úpravách zákonů kolem domácího násilí.
V rámci stínové vlády ČSSD působila jako mluvčí pro lidská práva a menšiny. Ve volbách do Poslanecké sněmovny PČR v roce 2013 kandidovala v hlavním městě Praze za ČSSD na 11. místě, ale neuspěla. V lednu 2014 ji Bohuslav Sobotka poté, co se vzdal nominace Petr Krčál, vybral z pěti kandidátek jako nominantku na ministryni práce a sociálních věcí do své vznikající vlády. Dne 29. ledna 2014 byla do této funkce jmenována.

### Ministryně práce a sociálních věcí
V květnu 2014 spolu s ministrem financí Andrejem Babišem zřídila důchodovou komisi, která měla připravit naplnění vládního programu v oblasti reformy důchodového systému. Mezi její hlavní úkoly patřilo nalézt optimální podobu budoucího důchodového systému, včetně zrušení II. pilíře od r. 2016, zajištění přiměřených a důstojných důchodů, posílení principu zásluhovosti, narovnání transferu mezi rodinou a společností a nastavení věku odchodu do důchodu. Předsedou komise se stal profesor Martin Potůček.
V červenci 2014 prosadila obnovu valorizace důchodů k 1. lednu 2015, zastavenou v roce 2012. Důchody začaly být opět zvyšovány o inflaci a třetinu růstu reálné mzdy. Ke stejnému datu bylo také obnoveno porodné na druhé dítě.
Na podzim 2014 prosadila ve vládě zvýšení minimální mzdy o 700 Kč na 9 200 Kč, přičemž cíl, který si vládní strany stanovily v koaliční smlouvě předpokládá zvýšení až na 40 % průměrné mzdy. Zároveň odmítla zvyšování životního minima, přičemž argumentovala snahou motivovat vyšším rozdílem mezi těmito částkami k přijetí pracovního místa. Zachování výše životního minima bylo kritizováno levicovým tiskem, který označoval jeho výši za nedůstojnou a neodrážející skutečné minimální životní náklady. Zvýšení minimální mzdy jako takové naopak kritizovali zástupci zaměstnavatelů.
V říjnu 2014 odvolala ředitelku Úřadu práce Marii Bílkovou. Opatření zdůvodnila přílišným navyšováním počtu zaměstnanců v ústředí úřadu na úkor terénní práce. S tímto krokem vyjádřili nesouhlas někteří poslanci sociálního výboru sněmovny.
Prosazovala také zavedení zálohových plateb výživného na děti, které by hradil stát za rodiče, kteří tuto svou povinnost neplní. Chce také připravit zákon o sociálním bydlení tak, aby mohl vstoupit v platnost k 1. lednu 2017.

### Místopředsedkyně ČSSD, komunální politička
Na 38. sjezdu ČSSD v březnu 2015 byla zvolena místopředsedkyní strany, získala 548 hlasů. Funkci obhájila v březnu 2017 na 39. sjezdu ČSSD v Brně. Hlas jí dalo 477 delegátů.
Ve volbách do Poslanecké sněmovny PČR v roce 2017 byla lídryní ČSSD v Libereckém kraji. ČSSD v Libereckém kraji nezískala ani jeden mandát a Marksová tak post poslance nezískala. Ve funkci ministryně práce a sociálních věcí ČR setrvala do 13. prosince 2017, kdy byla novou ministryní jmenována Jaroslava Němcová. V únoru 2018 skončila také ve funkci místopředsedkyně ČSSD.
V komunálních volbách v roce 2018 kandidovala za ČSSD do Zastupitelstva hlavního města Prahy, ale neuspěla. Mandát zastupitelky městské části Praha 2 již neobhajovala.

### Náměstkyně ministra zahraničních věcí
Ministr zahraničních věcí ČR a její stranický kolega Tomáš Petříček si ji vybral za jednoho ze dvou politických náměstků, s nástupem do úřadu 15. června 2020. Do gesce náměstkyně se zařadila podpora krajanů, rozvojová a humanitární pomoc, podpora vědy a výzkumu v zahraničí a podpora žen v diplomatickém sboru. Funkci opustila v polovině května 2021, tou dobou byl ministrem Jakub Kulhánek.

### Aktuální politická činnost
V komunálních volbách v roce 2022 kandidovala do Zastupitelstva hlavního města Prahy z 53. místa kandidátky koalice Solidarita, kterou tvořila ČSSD, Zelení, Budoucnost a Idealisté, ale neuspěla. Zároveň kandidovala do zastupitelstva Prahy 2 z 23. místa kandidátky koalice Dvojka solidární a zelená, kterou tvořili Zelení, ČSSD a KDU-ČSL, ale také neuspěla.
Ve volbách do Evropského parlamentu v červnu 2024 kandidovala za SOCDEM na 25. místě její kandidátky. Strana však získala pouze 1,86 % hlasů a zvolena tak nebyla.

## Další veřejné působení

### Radní ČTK
V květnu 2019 se stala členkou Rady České tiskové kanceláře. Byla nominována ČSSD. V polovině prosince 2019 se stala místopředsedkyní Rady ČTK. V polovině června 2020 však na mandát rezignovala, jelikož se stala náměstkyní ministra zahraničních věcí ČR.